# Joursac
Joursac är en kommun i departementet Cantal i regionen Auvergne-Rhône-Alpes i mitten av Frankrike. Kommunen ligger  i kantonen Allanche som ligger i arrondissementet Saint-Flour. År 2022 hade Joursac 155 invånare.

## Befolkningsutveckling
Antalet invånare i kommunen Joursac
Referens:INSEE